# Alfréd Bartoš
Alfréd Bartoš (23. září 1916, Vídeň – 22. června 1942, Pardubice) byl československý voják, příslušník československého protinacistického odboje za 2. světové války. V letech 1941 až 1942 byl velitel výsadkové skupiny Silver A, která mj. spolupracovala se skupinou Anthropoid při atentátu na zastupujícího říšského protektora R. Heydricha. Objevení vysílačky této skupiny mělo za následek vyhlazení obce Ležáky.

## Život

### Mládí
Narodil se 23. září 1916 ve Vídni v rodině krejčího Adolfa Bartoše a Antonie Bartošové, rozené Kuželové. Po skončení první světové války se rodina přestěhovala do Sezemic u Pardubic, kde jeho otec začal pracovat jako pekař.
Vystudoval měšťanskou školu v Sezemicích a od roku 1930 pokračoval ve studiu na reálném gymnáziu v Pardubicích, kde patřil k nejlepším žákům. Maturitní zkoušku složil v roce 1935 s vyznamenáním.

### Vojenská služba
Dne 1. října 1935 nastoupil základní vojenskou službu u 8. jezdeckého pluku v Pardubicích byl 23. prosince 1935 povýšen do hodnosti svobodníka a 25. července 1936 do hodnosti desátníka. Po absolvování školy pro důstojníky jezdectva v záloze byl 5. září 1936 povýšen do hodnosti četař aspirant a poté nastoupil ke studiu ve Vojenské akademii v Hranicích. Na škole opět patřil k nejlepším a ukončil ji 29. srpna 1937 v hodností poručíka jezdectva. Do okupace 15. března 1939 působil u 8. dragounského pluku v Pardubicích.

### Útěk z protektorátu
V roce 1939 legálně vycestoval do Francie, kde nejprve pomáhal na československém konzulátu v Paříži a od 8. června vstoupil do Cizinecké legie. Do začátku druhé světové války sloužil v Tunisku, poté se vrátil do Francie; do československé zahraniční armády byl odveden 26. září 1939 a 16. listopadu nastoupil k 2. československému pluku jako druhý pobočník velitele. Se svým útvarem se účastnil bojů na francouzské frontě. Po porážce Francie se dostal 13. července 1940 na lodi Rod el Farag do Anglie, kde se stal velitelem 1. čety 1. roty 2. pěšího praporu.

### Pobyt ve Velké Británii
Na jaře 1941 se dobrovolně přihlásil k výcviku pro plnění zvláštních úkolů v nepřátelském týlu. Po absolvování výcviku byl jmenován velitelem skupiny Silver A.

## Výsadek v Protektorátu Čechy a Morava
Hlavním úkolem Operace Silver A bylo udržování spojení s Anglií a předávání důležitých zpráv o dění v protektorátu prostřednictvím vysílačky (krycí jméno Libuše). Po několika nezdařených pokusech 29. října, 7. listopadu a 30. listopadu byl výsadek proveden společně s účastníky skupin Anthropoid a Silver B v noci z 28. na 29. prosince 1941. Vysazen byl společně s Josefem Valčíkem a Jiřím Potůčkem u Senic nedaleko Poděbrad (místo původně plánovaného Heřmanova Městce). Pro plnění svého úkolu byl vybaven protektorátními doklady znějícími na krycí jméno Emil Sedlák.
Jednou z hlavních Bartošových aktivit bylo předávání zpráv do Londýna o situaci v protektorátu. Důležitou novou informací pro exilovou vládu bylo jeho sdělení, že na kontaktní adresy, které výsadkáři dostali před výsadkem, se nelze spolehnout, protože gestapu se podařilo odbojovou síť rozvrátit.
Jeho skupině se podařilo vybudovat rozsáhlou síť spolupracovníků, čítající až 140 příslušníků a v březnu 1942 obnovit kontakt se štábním kapitánem Morávkem, ztracený po likvidaci vysílaček Sparta I a Sparta II. Podařilo se jí také zřídit středisko pro příjem vysazených parašutistů u knihaře Jana Vojtíška v Lázních Bělohrad. V odbojové činnosti mu pomáhal mj. pardubický hoteliér Arnošt Košťál. V lednu 1942 byl nadporučík Bartoš mimořádně povýšen do hodnosti kapitána.

Po prozrazení byl Bartoš pronásledován gestapem, 21. června 1942 padl do léčky a při útěku se pokusil o sebevraždu; svým zraněním podlehl v noci následující den.

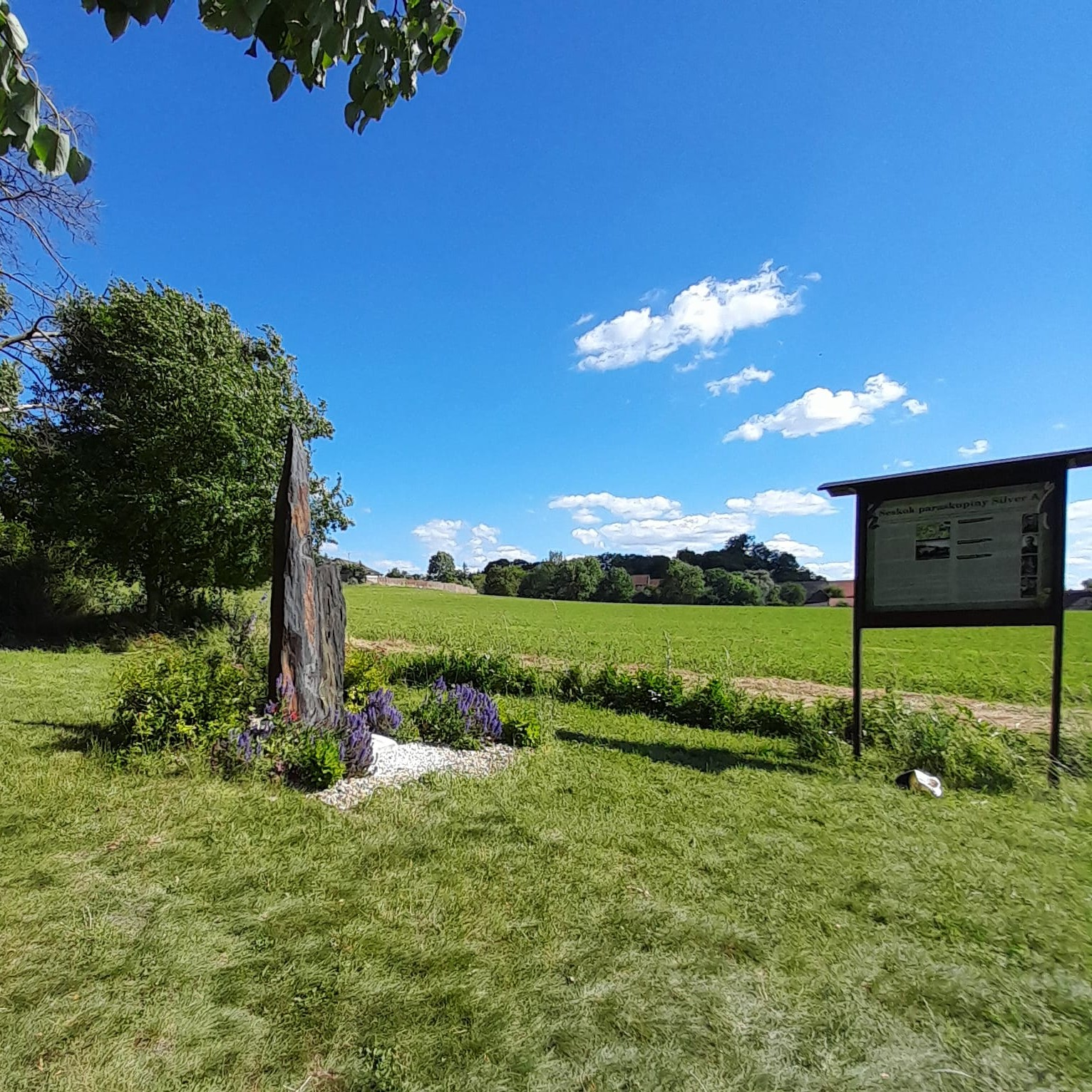
Památník v místě seskoku Alfréda Bartoše a Jiřího Potůčka, celkový pohled (Podmoky, okr. Nymburk)
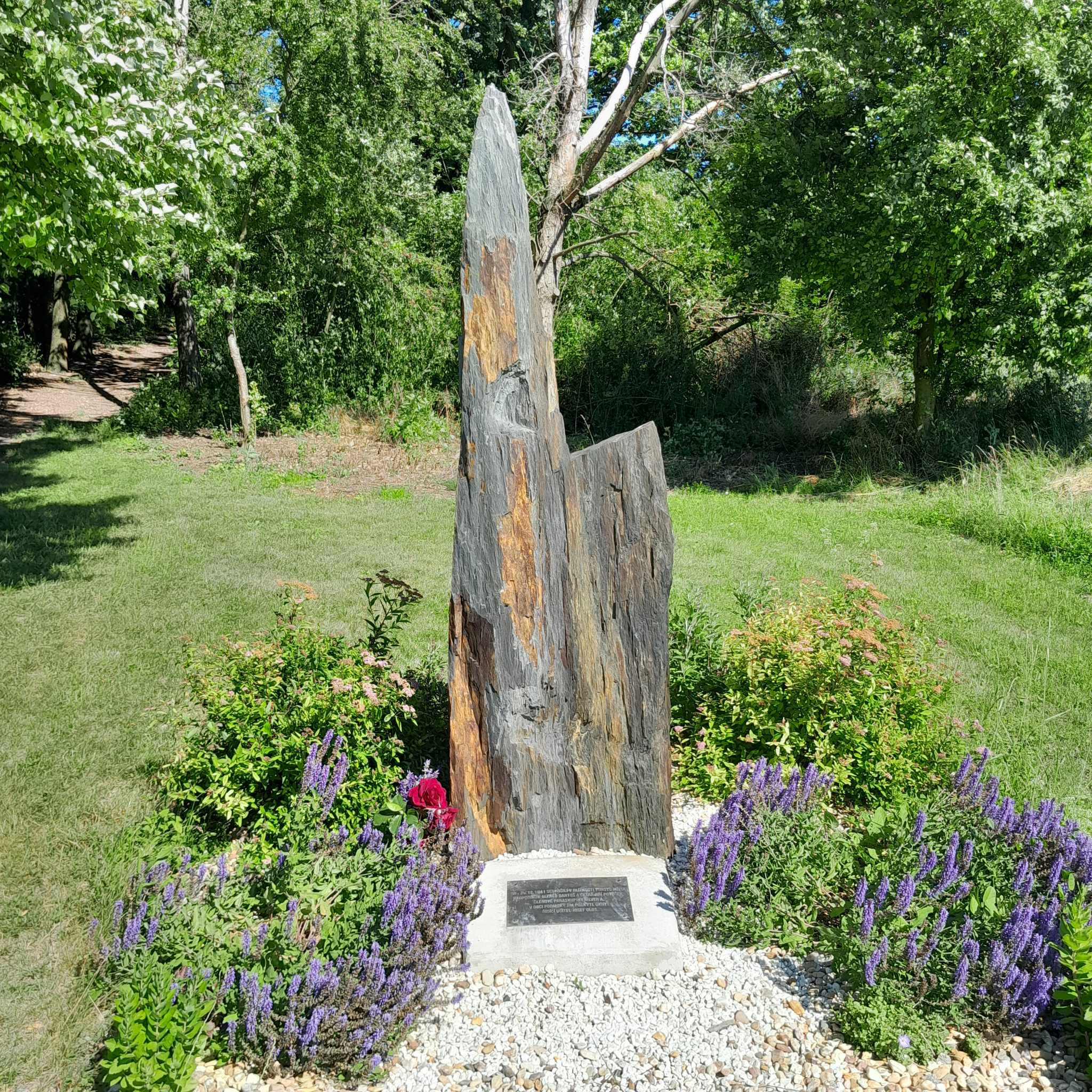
Památník v místě seskoku Alfréda Bartoše a Jiřího Potůčka (Podmoky, okr. Nymburk)
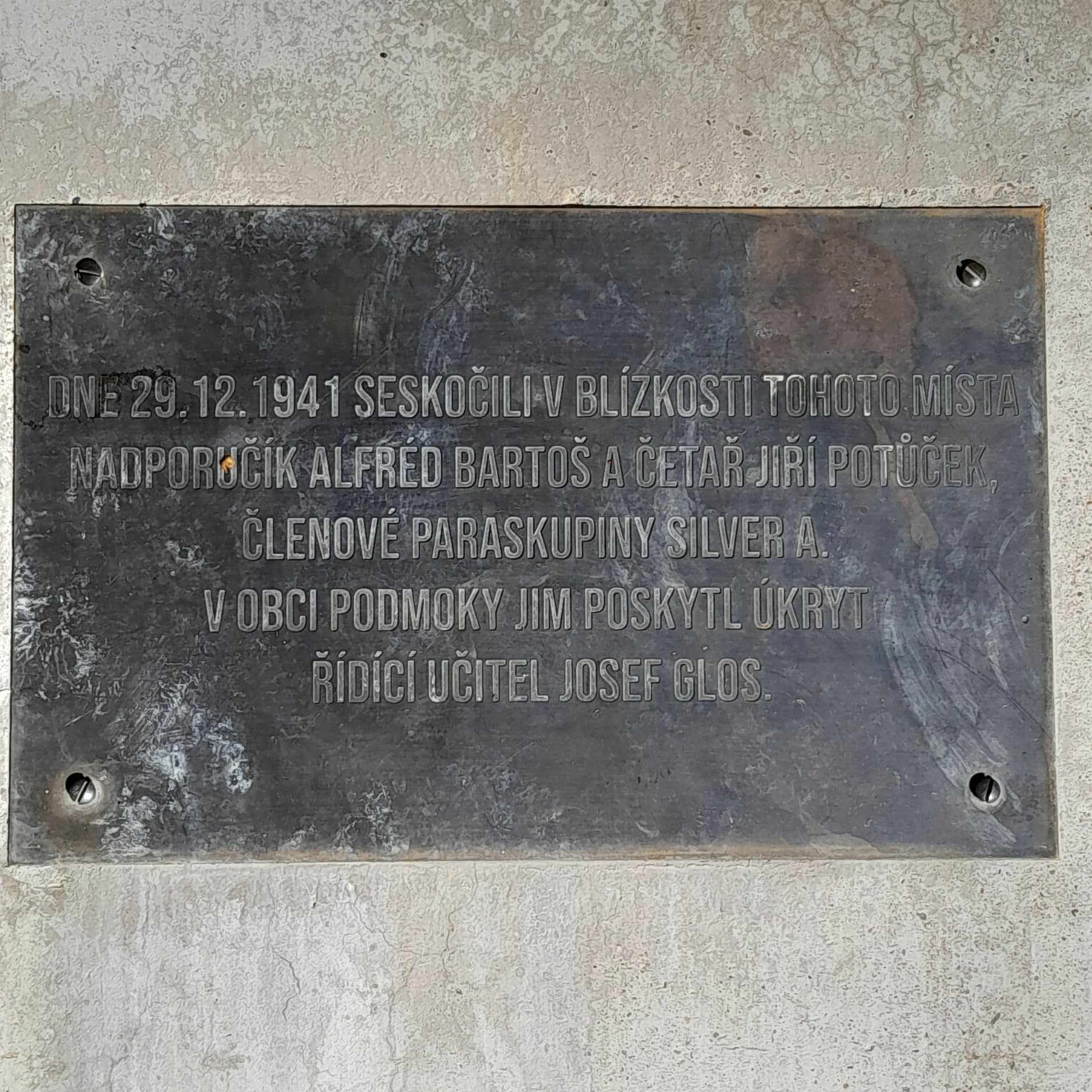
Pamětní deska na památníku v místě seskoku Alfréda Bartoše a Jiřího Potůčka (Podmoky, okr. Nymburk)

## Posmrtné pocty a připomínky
- Po osvobození republiky byl in memoriam povýšen do hodnosti štábního kapitána jezdectva a v roce 2002 mu byla posmrtně udělena hodnost plukovníka Armády ČR.[2]
- Roku 2007 mu byl v jeho domovských Sezemicích odhalen pomník.[4][5]
- V Pardubicích na rohu ulic Smilovy a Sladkovského připomíná pamětní deska místo, kde prchající Alfréd Bartoš v bezvýchodné situaci obrátil zbraň proti sobě. Po Alfrédu Bartošovi je pojmenována i jedna z významných ulic v pardubické čtvrti Polabiny.

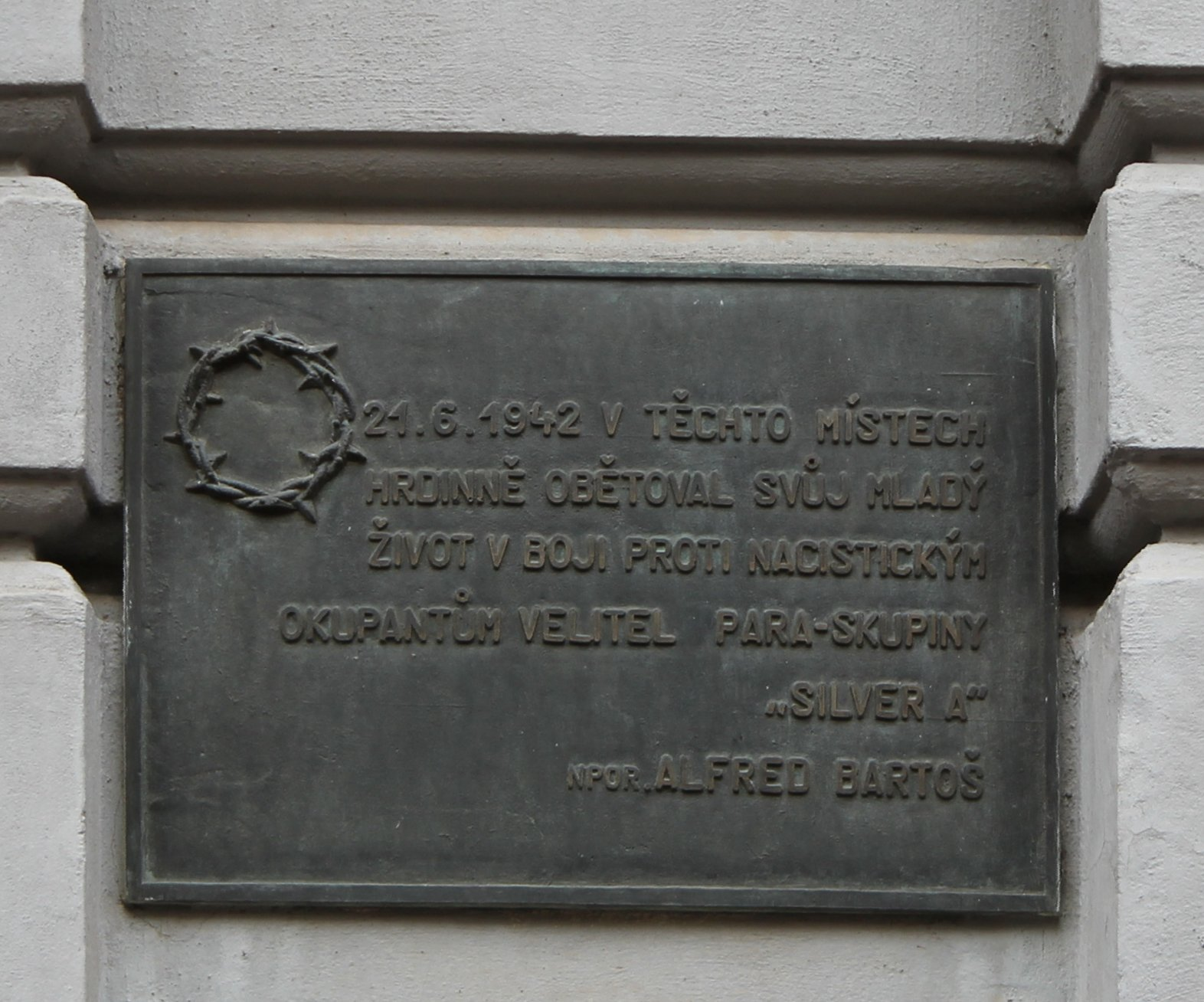
Pamětní deska na domě čp. 405, Smilova ulice, Pardubice, v místě, kde byl Bartoš dopaden Gestapem

## Vyznamenání
| Francouzský válečný kříž za statečnost (Croix de guerre) | Francouzský válečný kříž za statečnost (Croix de guerre), udělen 26. 8. 1940                                         |
| Československý válečný kříž 1939                         | Československý válečný kříž 1939 , udělen 28.10.1940                                                                 |
| Československý válečný kříž 1939                         | Československý válečný kříž 1939 , udělen podruhé 28.10.1942                                                         |
| Pamětní medaile Československé armády v zahraničí        | Pamětní medaile československé armády v zahraničí, se štítkem Francie a Velká Británie, udělena 7.3.1944 in memoriam |
| Československý válečný kříž 1939                         | Československý válečný kříž 1939 , udělen potřetí 28.10.1945 in memoriam                                             |
| Československý vojenský řád Za svobodu, Zlatá hvězda     | Československý vojenský řád Za svobodu , Zlatá hvězda, udělena 1949                                                  |
| Řád rudé zástavy                                         | Řád rudé zástavy udělen 1968                                                                                         |
| Řád Milana Rastislava Štefánka, III. třídy               | Řád Milana Rastislava Štefánika , III. třídy udělen 1992 in memoriam                                                 |